# Hay Gaal
Hay Gaal (Venlo, 17 januari 1947) is een voormalig Nederlands voetballer die tijdens zijn profloopbaan uitsluitend voor VVV uitkwam.
Gaal werd in 1965 door trainer Josef Gesell vanuit de eigen jeugd overgeheveld naar het eerste elftal. Op 15 mei 1966 maakte de verdediger zijn debuut bij de Venlose eerstedivisionist in een uitwedstrijd bij De Volewijckers. Ook de twee laatste competitiewedstrijden van het seizoen 1965/66 was er een basisplaats voor hem weggelegd. Onder de nieuwe trainer Jean Janssen bleef een doorbraak echter uit. Twee jaar later verruilde hij VVV voor amateurclub SV Blerick.

## Clubstatistieken
| Seizoen         | Club            | Competitie      | Competitie | Competitie | Beker | Beker | Playoffs | Playoffs | Totaal | Totaal |
| Seizoen         | Club            | Competitie      | Wed.       | Dlp.       | Wed.  | Dlp.  | Wed.     | Dlp.     | Wed.   | Dlp.   |
| --------------- | --------------- | --------------- | ---------- | ---------- | ----- | ----- | -------- | -------- | ------ | ------ |
| 1965/66         | VVV             | Eerste divisie  | 3          | 0          | 0     | 0     | —        | —        | 3      | 0      |
| 1966/67         | FC VVV          | Tweede divisie  | 2          | 0          | —     | —     | —        | —        | 2      | 0      |
| 1967/68         | FC VVV          | Eerste divisie  | 0          | 0          | 0     | 0     | 0        | 0        | 0      | 0      |
| Carrière totaal | Carrière totaal | Carrière totaal | 5          | 0          | 0     | 0     | 0        | 0        | 5      | 0      |